# Abzeichen zum 30. Jahrestag der NVA
Das Abzeichen zum 30. Jahrestag der NVA war in der Deutschen Demokratischen Republik (DDR) eine im Fachbereich des Ministeriums für Nationale Verteidigung verliehene nichtstaatliche Jubiläumsauszeichnung, welche anlässlich des dreißigsten Jahrestages der Gründung der NVA, 1986, vom Minister für Nationale Verteidigung Heinz Keßler gestiftet wurde. 

## Aussehen
Das Abzeichen hat die Form eines Fünfecks, mit der Spitze nach oben und zeigt auf goldenem strahlenförmigen Grund eine wehende farbige DDR-Flagge, vor der drei Köpfe zu sehen sind, die stellvertretend für die Teilstreitkräfte der DDR stehen: den eines Piloten, eines Marineangehörigen sowie eines Angehörigen der Landstreitkräfte. Umschlossen werden diese Köpfe von der Umschrift: 30 JAHRE NATIONALE VOLKSARMEE, die etwa drei Viertel des Umfanges ausmacht. Das letzte Viertel wird von der Flagge ausgefüllt. Die Rückseite des Abzeichens zeigt die siebenzeilige Inschrift: Fest verwurzelt mit dem Volk / geführt von der Partei / erfüllen wir / den Klassenauftrag / Vorwärts / zum XI. Parteitag / der SED. Getragen wurde das Abzeichen an einer rechteckigen rot lackierten Spange mit der Aufschrift: 1956 - 1986 an der linken oberen Brustseite.

## Trageberechtigung
Die zu diesem Anlass herausgegebenen Abzeichen durften zehn Tage vor und zum betreffenden Tag an der linken Brusttasche getragen werden. Voraussetzung dafür war, dass das Abzeichen überhaupt zum Tragen bestimmt war, da es auch nichttragbare gab. Nach den Feierlichkeiten war das Abzeichen abzunehmen, verblieb aber im Besitz des Beliehenen.

## Sonstiges

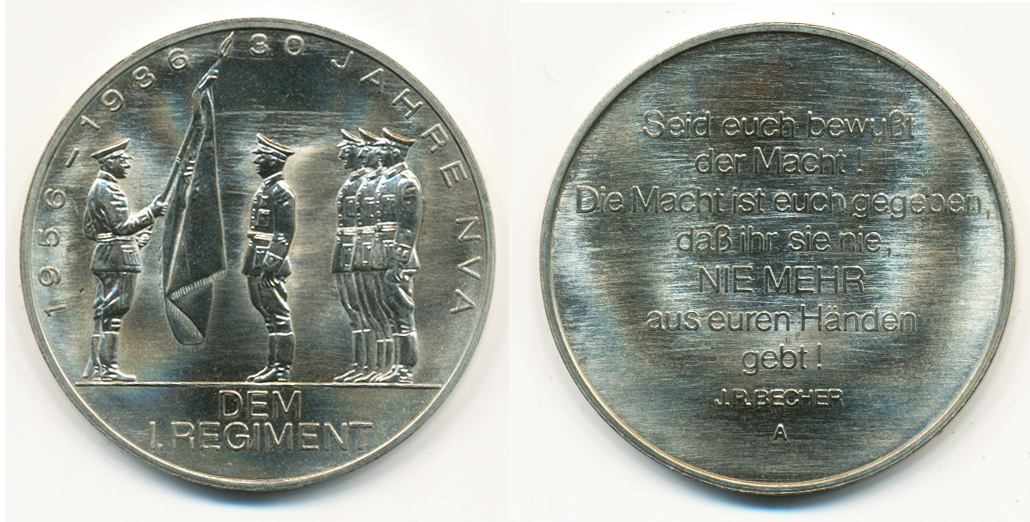
Nichttragbare Gedenkmedaille zum 30. Jahrestag der NVA

Zum 30. Jahrestag der NVA sind im Übrigen noch weitere Medaillen erschienen. 
So erhielten alle zum Jahrestag im Dienst stehenden Soldaten eine nichttragbare silberfarbene Gedenkmedaille mit einem Durchmesser von 40 mm, die auf ihrem Avers eine Fahnenübergabe mit mehreren Soldaten zeigt. Darunter ist die zweizeilige Inschrift: DEM / I. REGIMENT zu lesen. Umschlossen wird die Symbolik von der Umschrift: 1956 - 1986 30 JAHRE NVA. Das Revers zeigt dagegen die achtzeilige Inschrift: Seid euch bewußt / der Macht! / Die Macht ist euch gegeben / daß ihr sie nie, NIE MEHR / aus euren Händen / gebt! / J.R. BECHER. 
Daneben existiert eine silberne tragbare Jubiläumsmedaille, die auf ihrem Avers eine wehende DDR-Flagge zeigt, links daneben liegt ein Lorbeerzweig. Das Revers zeigt die vierzeilige Inschrift: 30 / JAHRE / NATIONALE / VOLKSARMEE. Sowohl über der Ersten wie auch letzten Zeile ist ein Lorbeerzweig zu sehen. Getragen wurde die Medaille an der linken oberen Brustseite an einer pentagonalen Spange. In das weiße Band waren senkrecht drei grüne Mittelstreifen eingewebt. Beidseitig war zusätzlich 3 mm vom Saum entfernt ein schwarz-rot-goldener, ebenfalls senkrecht gehaltener Streifen, eingewebt.